# Passionsblommeväxter
Passionsblommeväxter (Passifloraceae) är en familj med blommande växter som innehåller omkring 530 arter som är indelade i 18 släkten. Växterna är träd, buskar, lianer och klätterväxter och de flesta är hemmahörande i tropiska områden.
Familjen har fått sitt namn från passionsblomssläktet. Tidigare klassificerades passionsblommeväxterna i ordningen Violales, men nyare system placerar dem i Malpighiales.